# Federació Socialista de Mallorca
La Federació Socialista de Mallorca és l'organització territorial del Partit Socialista de les Illes Balears PSIB-PSOE a l'illa de Mallorca, denominada a principis de la dècada del 1980 com a Unió Socialista de Mallorca, i des de 1990 com a Federació Socialista de Mallorca. N'han estat Secretaris Generals des de 1990 Antoni Garcias Coll, Francesc Antich Oliver i Francina Armengol Socias. Des del març de 2012 fins al juliol de 2017, Silvia Cano Juan, fou la Secretària General. Llavors, Mercedes Garrido la succeí en el càrrec els propers 4 anys. Des del 5 de desembre de 2021, Catalina Cladera n'és la secretària general.
Està organitzada en una Comissió Executiva insular, que n'és l'òrgan de direcció, un Consell Polític, màxim organisme de debat entre congressos, i s'estructura en Agrupacions locals. Celebra un Congrés insular cada 4 anys, després del Congrés autonòmic del PSIB.
Actualment presenta candidatures socialistes o coalicions a la totalitat de municipis de l'illa de Mallorca.